# John L. Holland
Pour les articles homonymes, voir John Holland et Holland.
John L. Holland (né le 21 octobre 1919 à Omaha au Nebraska et mort le 27 novembre 2008 à Baltimore) est un psychologue américain, professeur de sociologie à l'université Johns-Hopkins. Il a notamment mis au point le « code Holland » également désigné comme le modèle RIASEC qui établit une corrélation entre les aptitudes d'une personne et les métiers dans lesquels celle-ci peut se réaliser.

## Biographie
John L. Holland obtient son diplôme de fin d'études secondaires en 1938 à la Central High School de Omaha, dans le Nebraska. Il poursuit ses études à la Municipal University of Omaha où il obtient son diplôme en 1942, puis il sert dans l'armée américaine durant la guerre, de 1942 à 1945. Il reprend ses études en 1945, à l'université du Minnesota, où il obtient un master en 1947, puis soutient une thèse de doctorat en 1952.
Il travaille ensuite successivement à la Western Reserve University, au Veteran's Administration Psychiatric Hospital (1953-1956), à la National Merit Scholarship Corporation (1957-1963), pour l'American College Testing Program (1963-1969), et enfin à l'université Johns-Hopkins (1969-1980) où il enseigne la sociologie. Il prend sa retraite académique comme professeur émérite de l'université Johns-Hopkins en 1980.

## Le code Holland
John L. Holland est surtout connu pour la mise au point des tests éponymes, également désignés par l'acronyme RIASEC (Realistic-Investigative-Artistic-Social-Enterprising-Conventional), qui mettent en lien des traits de la personnalité et les métiers dans lesquels la personne peut se réaliser. Holland développe les premiers éléments de cette recherche en 1959, dans un article intitulé « A Theory of Vocational Choice », dans la revue Journal of Counseling Psychology.

## Publications
- The Psychology of Vocational Choice (1966)
- The Vocational Preference Inventory (1953)
- The Self Directed Search (1970)
- Making Vocational Choices: A Theory of Careers (1973)

Avec Linda Gottfredson
- The Dictionary of Holland Occupational Codes (1982)
- The Position Classification Inventory (1991)
- The Career Attitudes and Strategies Inventory (1994)

## Distinctions
- 2001 : docteur honoris causa de l'université du Minnesota[3]
- 2008 : Distinguished Scientific Applications of Psychology, American Psychological Association[2].